# 上海軟科教育信息諮詢公司
上海軟科教育信息諮詢有限公司（英語：ShanghaiRanking Consultancy）是上海一家发布大學排名與高等教育研究和咨询服务的公司，簡稱軟科，即英文“ranking”（排名、排行）的音译，成立於2009年，由上海交通大學教授創立，是一家不屬於政府或大學的獨立機構。

## 歷史
2003年，上海交通大學首度發布世界大学学术排名，為第一個多指標的世界大學排名，2007年發布學科領域排名。2009年，為了增加獨立性，成立上海軟科教育信息諮詢有限公司，创始人是上海交通大学的教授团队。
2011發布兩岸四地大學排名，為第一個以整个大中華地区的大学为对象的排名。2015年，發布以中國大陸高校為對象的中国最好大学排名。2016年發布软科世界一流学科排名，学科集中在工程领域。

## 世界大學排名
旗下“最好大学网”每年发布的“世界大学学术排名”是全球著名大学排名之一，部分政府和大学以该排名为标准，制定相关政策和目标，是世界具影响力的大學排行榜之一。

## 中國大學排名
2015年2月3日，上海软科和腾讯教育频道在北京首次发布“中国最好大学排名”，此排名根據爱思唯尔旗下的Scopus数据库與Scival分析工具，上海交通大学高等教育研究院院长刘念才教授认为，此排名公布排名的原始数据，使得排名完全透明，提高了参考价值。

## 外部連結
- 最好大學網（页面存档备份，存于）